# Campeonato Timorense de Futebol de 2018
A Liga Futebol Amadora 2018 foi a 4ª edição oficial do Campeonato Timorense de Futebol. Foi organizada pela Federação de Futebol de Timor-Leste e contou com 8 times participantes na Primeira Divisão.
A primeira partida da temporada foi realizada em 3 de março de 2018, entre o recém-promovido DIT FC e o então atual campeão Karketu Dili. 
O campeonato foi vencido pelo Boavista Timor, que sagrou-se campeão com uma rodada de antecipação em 22 de julho, após a goleada de 10 a 1 sobre o rebaixado Cacusan CF. A equipa qualificou-se para a Copa da AFC de 2019.

## Sistema de Disputa
Os 8 times jogam entre si em turno e returno. A equipe campeã será aquela que somar mais pontos nas partidas. Ao final do torneio, as duas piores equipes do campeonato são rebaixadas para a Segunda Divisão, composta por 12 times este ano. 

### Critérios de desempate
Ocorrendo igualdade em pontos ganhos entre 2 (dois) ou mais clubes aplicam-se, sucessivamente, os seguintes critérios técnicos de desempate:
- a) resultados dos confrontos diretos
- b) maior saldo de gols
- c) maior número de gols marcados

## Equipes Participantes
Participaram nesta edição os seis clubes primeiros colocados da Primeira Divisão de 2017 mais os dois promovidos da Segunda Divisão.[carece de fontes?] A equipe do Carsae Football Club disputou o campeonato como Boavista Futebol Clube, após ter se filiado ao time português.
| Time                                                    | Município |
| ------------------------------------------------------- | --------- |
| A.S. Ponta Leste                                        | Díli      |
| Atlético Ultramar (P)                                   | Manatuto  |
| Boavista Futebol Clube Timor (antigo Carsae FC)         | Díli      |
| Cacusan Clube do Futebol                                | Díli      |
| Dili Institute of Technology Football Club (DIT FC) (P) | Díli      |
| F.C. Académica                                          | Díli      |
| Karketu Dili F.C. (C)                                   | Díli      |
| Sport Laulara e Benfica                                 | Aileu     |

## Classificação Final
| # | Equipa            | J  | V  | E | D  | GP | GC | SG  | Pts | Classificação                       |
| - | ----------------- | -- | -- | - | -- | -- | -- | --- | --- | ----------------------------------- |
| 1 | Boavista (C)      | 14 | 10 | 2 | 2  | 33 | 8  | +25 | 32  | Classificado para Supertaça de 2018 |
| 2 | Karketu Dili      | 14 | 7  | 4 | 3  | 32 | 16 | +16 | 25  | Salvos                              |
| 3 | Atlético Ultramar | 14 | 6  | 4 | 4  | 40 | 16 | +24 | 22  | Salvos                              |
| 4 | Ponta Leste       | 14 | 6  | 4 | 4  | 29 | 17 | +12 | 22  | Salvos                              |
| 5 | SL Benfica        | 14 | 5  | 7 | 2  | 24 | 16 | +8  | 22  | Salvos                              |
| 6 | Académica         | 14 | 6  | 1 | 7  | 26 | 34 | −8  | 19  | Salvos                              |
| 7 | DIT FC (R)        | 14 | 3  | 3 | 8  | 21 | 29 | −8  | 12  | Rebaixados para 2ª Divisão de 2019  |
| 8 | Cacusan (R)       | 14 | 0  | 1 | 13 | 9  | 78 | −69 | 1   | Rebaixados para 2ª Divisão de 2019  |

Última atualização em 30 de julho de 2018
Fonte: Global Sports Archive
Regras para classificação: 1º pontos; 2º saldo de gols; 3º gols pró.
(C) = Campeão; (R) = Rebaixado; (P) = Promovido; (O) = Vencedor do play-off; (A) = Classificado para a próxima fase. 
Somente aplicável se a temporada não tiver terminado: 
(Q) = Classificado para a fase do torneio indicada; (TQ) = Classificado para o torneio, mas não para a fase indicada; (DQ) = Desclassificado do torneio.

## Premiação
| Campeonato Timorense de Futebol de 2018 |
| Timor-Leste                             |
| --------------------------------------- |
| Boavista FC Timor Campeão (1º título)   |

### Segunda Divisão
Assalam F.C. (campeão) e Lalenok United (vice) classificaram-se para a Primeira Divisão de 2019.

## Ligações Externas
- Liga Futebol Amadora - Página oficial no Facebook